# Nimcha
Der Nimcha ist ein arabischer Säbel. Er ist in der ganzen arabischen Welt verbreitet. Er wird gelegentlich mit dem türkischen Kilidsch verwechselt.

## Beschreibung
Der Nimcha wurde als Angriffs- und Verteidigungswaffe in Arabien entwickelt. Der Nimcha hat eine leicht gebogene, einschneidige Klinge, die vom Heft (Griff) an schmäler werdend zum Ort spitz zuläuft. Die Klinge hat eine fast bis zur Spitze reichende Hohlkehle. Bei anderen Versionen sind die Hohlkehlen doppelt oder auch dreifach ausgeführt. Die Klinge hat eine Länge von etwa 80 cm. Die Gesamtlänge beträgt etwa 100 cm. Das Heft (Griff) hat ein Parier, von dem oft an der Oberseite zwei und von der Unterseite eine Parierstange abzweigt, die jeweils in einer Kugel enden. An der Unterseite des Pariers zweigt statt der zweiten Parierstange ein Handschutzbügel ab, der bis zum Knauf reicht. Der Griff ist aus Holz, Horn, Metall oder Elfenbein gefertigt und ist am Ende oft mit Steinen besetzt oder Schnitzereien verziert. Die Scheiden sind meist aus Holz und mit Metallbändern verziert (Schleppblech, Ortmund).

## Rezeption
Nimcha-Varianten werden relativ selten in Museen und im Handel angetroffen.